# پارک ملی کراما
پارک ملی کراما (به لاتین: Kerama Shotō National Park) یک پارک ملی و منطقهٔ مسکونی در ژاپن است که در استان اوکیناوا واقع شده‌است.